# Duns Tew
Duns Tew är en ort och civil parish i Storbritannien.   Den ligger i grevskapet Oxfordshire och riksdelen England, i den södra delen av landet, 100 km nordväst om huvudstaden London. Duns Tew ligger 146 meter över havet och antalet invånare är 513.
Terrängen runt Duns Tew är platt. Runt Duns Tew är det ganska tätbefolkat, med 230 invånare per kvadratkilometer. Närmaste större samhälle är Banbury, 12,3 km norr om Duns Tew. Trakten runt Duns Tew består till största delen av jordbruksmark.